# Ortalion (album)
Ortalion – album studyjny polskiego rapera Kizo. Wydawnictwo ukazało się 18 maja 2018 nakładem wytwórni muzycznej Step Records. Album zadebiutował na trzydziestym piątym miejscu ogólnopolskiej listy sprzedaży OLiS.

## Lista utworów
Opracowano na podstawie materiału źródłowego.
1. „Ortalion”
2. „Salon” (gościnnie: Szpaku)
3. „Za ciosem” (gościnnie: Frosti, Gedz)
4. „Należy się nam”
5. „Moonlight” (gościnnie: Malik Montana)
6. „Vivat”
7. „Parasol” (gościnnie: Diox, Szpaku)
8. „Białe buty”
9. „Jointy i najki”
10. „TRAPsterka” (gościnnie: Kaz Bałagane)
11. „Szacun”
12. „Energia”
13. „Nie chcemy” (gościnnie: Bonus RPK)
14. „Siła przyciągania” (gościnnie: Sarius)
15. „Nie wiem”
16. „One” (gościnnie: Kaz Bałagane)
17. „Do ostatniego tchu” (gościnnie: Brahu, Raskagavi)